# Asa kyrka
Asa kyrka är en kyrkobyggnad som tillhör Lammhults församling i Växjö stift. Kyrkan ligger vid norra stranden av Asasjön i Asa socken, Växjö kommun.

## Kyrkobyggnaden
Första kyrkan på platsen uppfördes på medeltiden och efter att ha brunnit ned ersattes den av en ny kyrka 1670.
Nuvarande kyrka uppfördes 1806-1807 efter ritningar av arkitekt Per Wilhelm Palmroth. 1814 invigdes kyrkan av biskop Ludvig Mörner.
1600-talskyrkans sakristia och norra vägg ingår i nuvarande kyrkobyggnad. Kyrkan har en stomme av sten och består av långhus med rakt avslutat kor i öster och kyrktorn i väster. Vid norra långväggen ligger sakristian. Väggarna är putsade och vitkalkade. Yttertaken är belagda med spån. Tornet har ett kopparbelagt tak och ovanpå torntaket vilar en fyrkantig öppen lanternin med kopparbelagt tak. Lanterninen kröns av en kometliknande flöjel.
En omfattande inre renovering genomfördes 1984-1985 då bänkinredningen byggdes om och antalet sittplatser minskades från 750 till 350. Under läktaren inrättades andaktsrum, kapprum m.m.
Strax öster om kyrkan ligger ett gravkor från 1800-talet.

## Inventarier
- Dopfunten av sandsten är från 1100-talet.
- På kyrkorummets norra vägg ovanför ingången till sakristian hänger ett 2,3 meter högt triumfkrucifix av trä från 1300-talet.
- Ett rökelsekar av brons är från 1400-talet.
- Nattvardskärl och paten är från 1600-talet.
- Altartavlan är målad 1804 av Pehr Hörberg och har motivet "Fariséen och publikanen" (Lukas 18:10-14). Tavlan restaurerades 1985.
- Predikstolen är byggd 1808 och har uppgång från sakristian.

### Orgel
- 1879 bygger Anders Victor Lundahl, Malmö en orgel med 13 stämmor. Den besiktigades 20 august av musikdirektör Georg Wilhem Heintze från Jönköping, som gav goda vitsord, och invigdes samma dag. Lundahl renoverade också altartavlan så motivet blev tydligt mot tidigare eftersom någon tidigare bestrukit tavlan med linolja så färgerna blivit dova. Nu applisserades fernissa istället. En längre redogörelse här.[1][2]
- 1959 bygger A. Mårtenssons orgelfabrik, Lund en mekanisk orgel.

| Huvudverk I   | Svällverk II      | Pedal            | Koppel |
| Principal 8´  | Gedackt 8´        | Subbas 16´       | I/P    |
| Rörflöjt 8´   | Fugara 8´         | Principal 8´     | II/P   |
| Oktava 4'     | Principal 4´      | Gedacktpommer 4´ | II/I   |
| Kvinta 2 2/3' | Rörflöjt 4'       |                  |        |
| Oktava 2'     | Gemshorn 2'       |                  |        |
| Mixtur 4 chor | Nasat 1 1/3'      |                  |        |
|               | Sifflöjt 1'       |                  |        |
|               | Crescendosvällare |                  |        |

## Bildgalleri

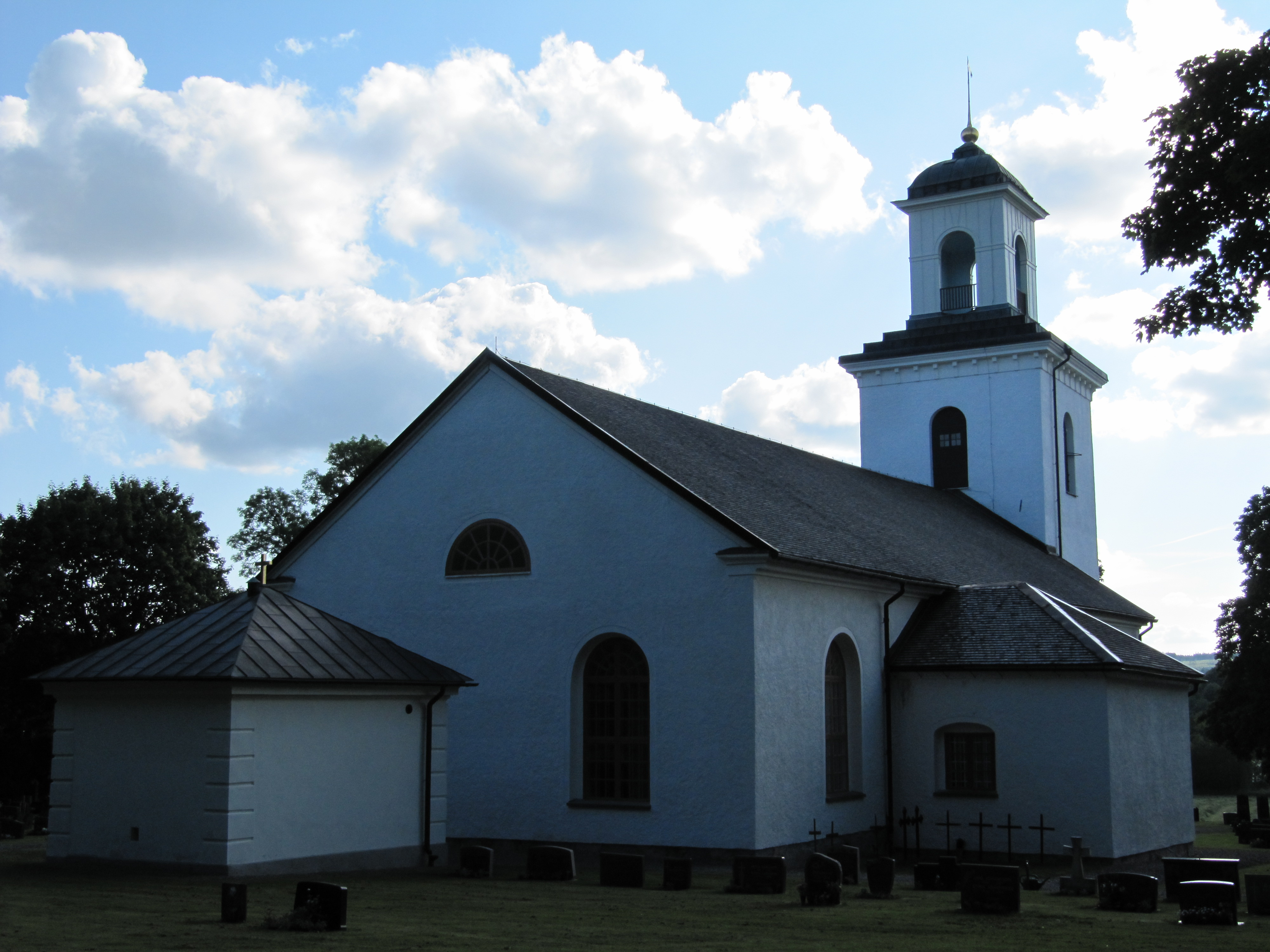
Asa kyrka från nordost
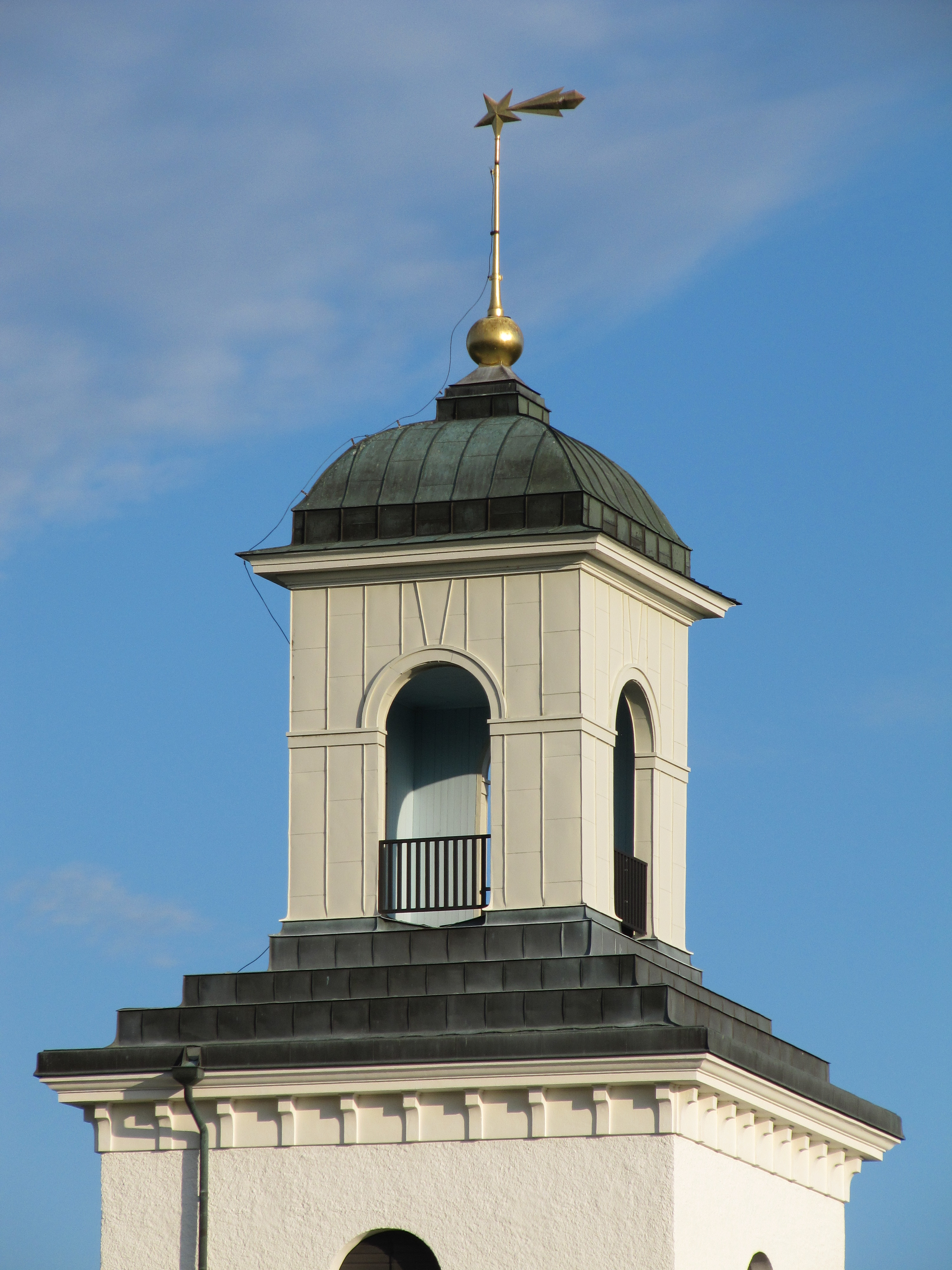
Tornets lanternin med kometliknande flöjel
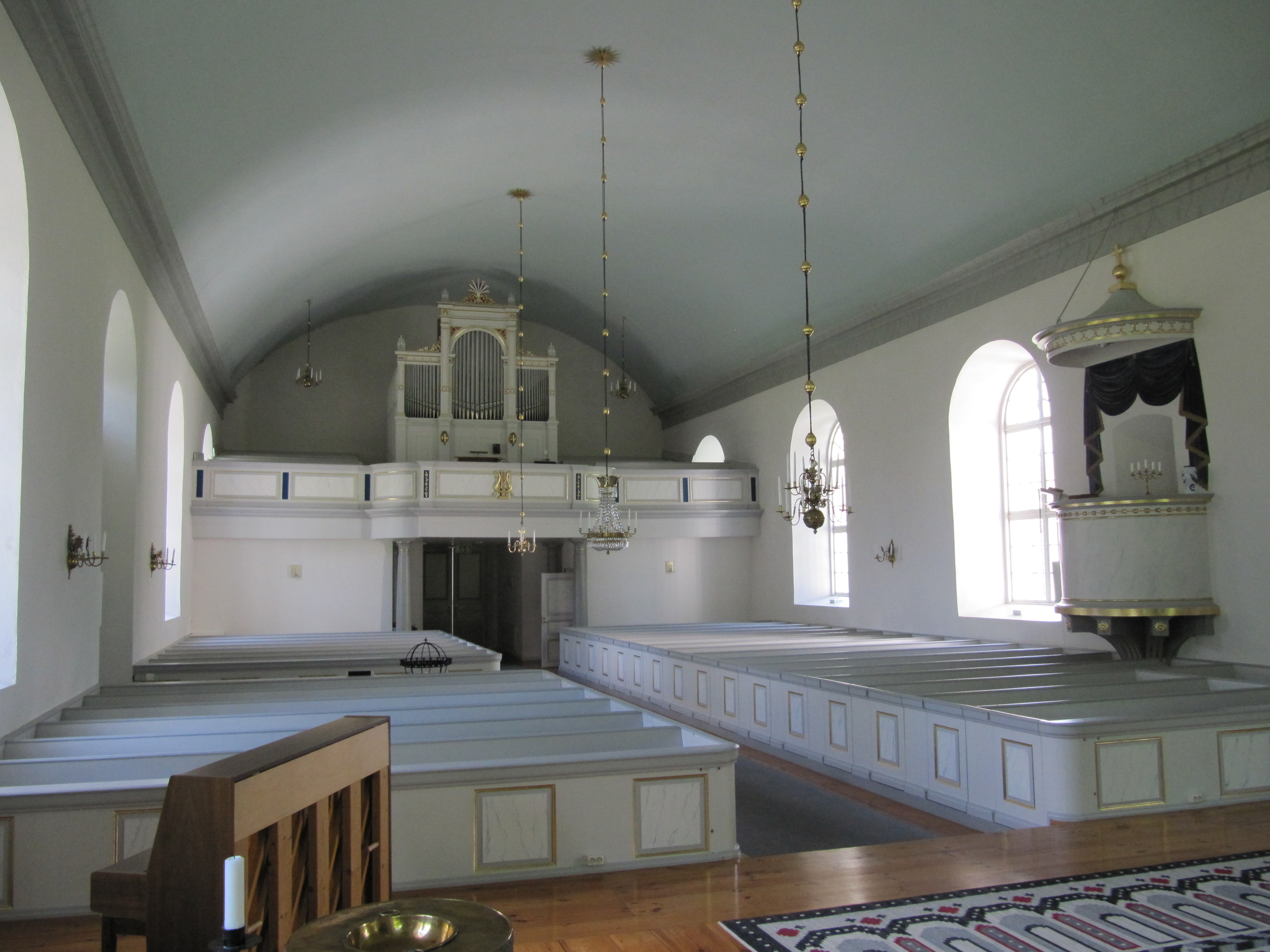
Kyrkorum mot orgelläktare
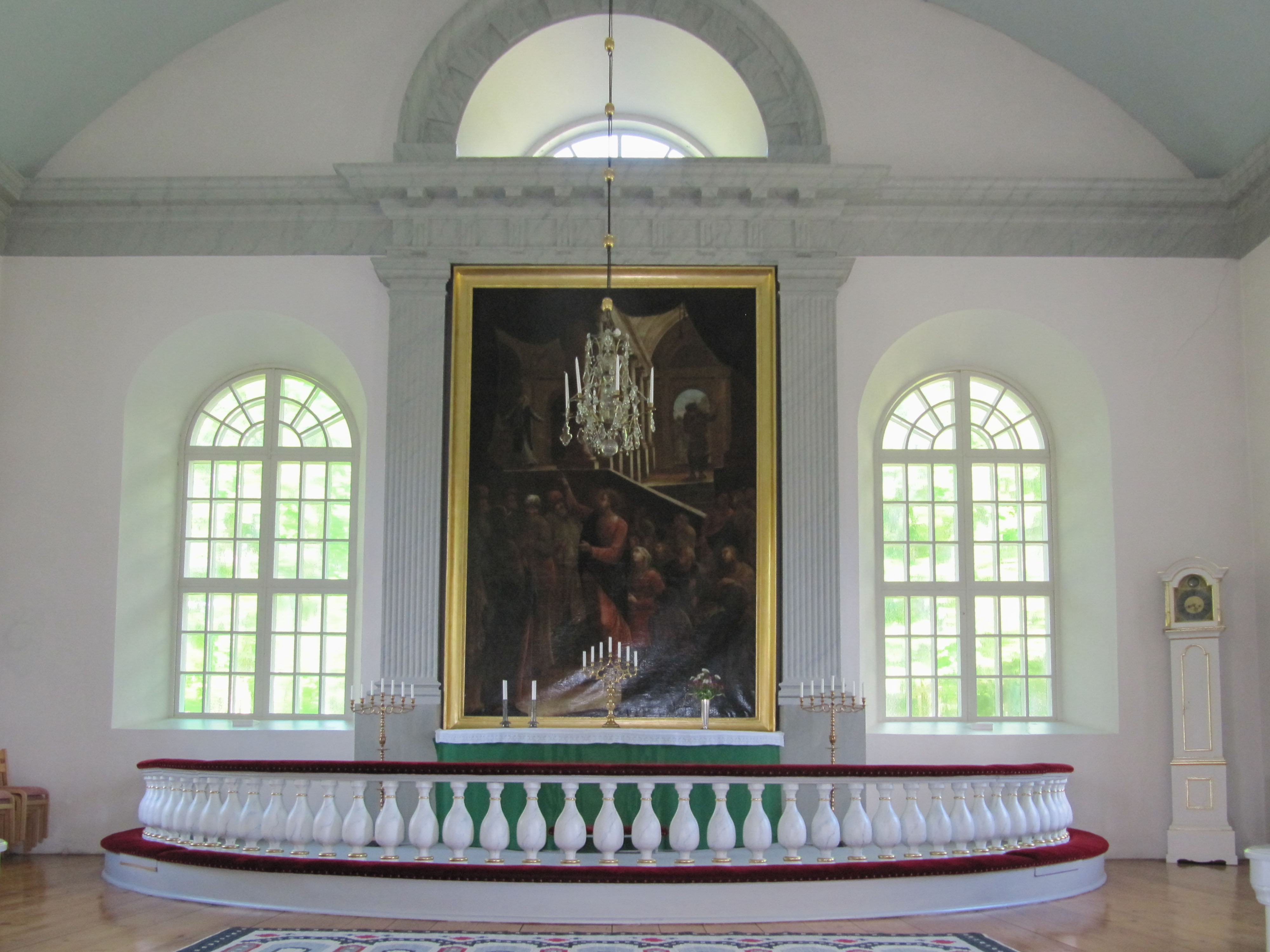
Altartavla av Pehr Hörberg
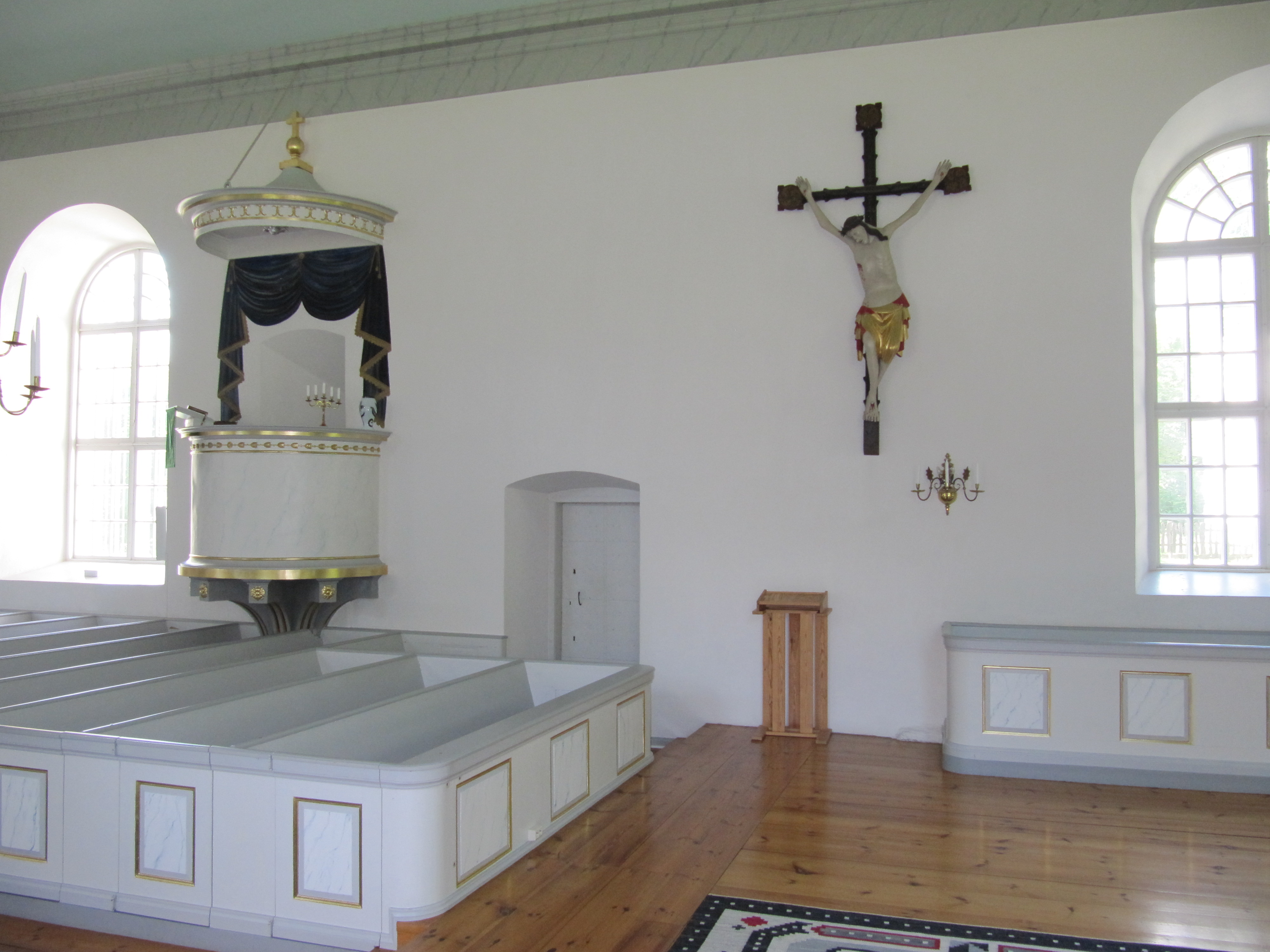
Norra väggen
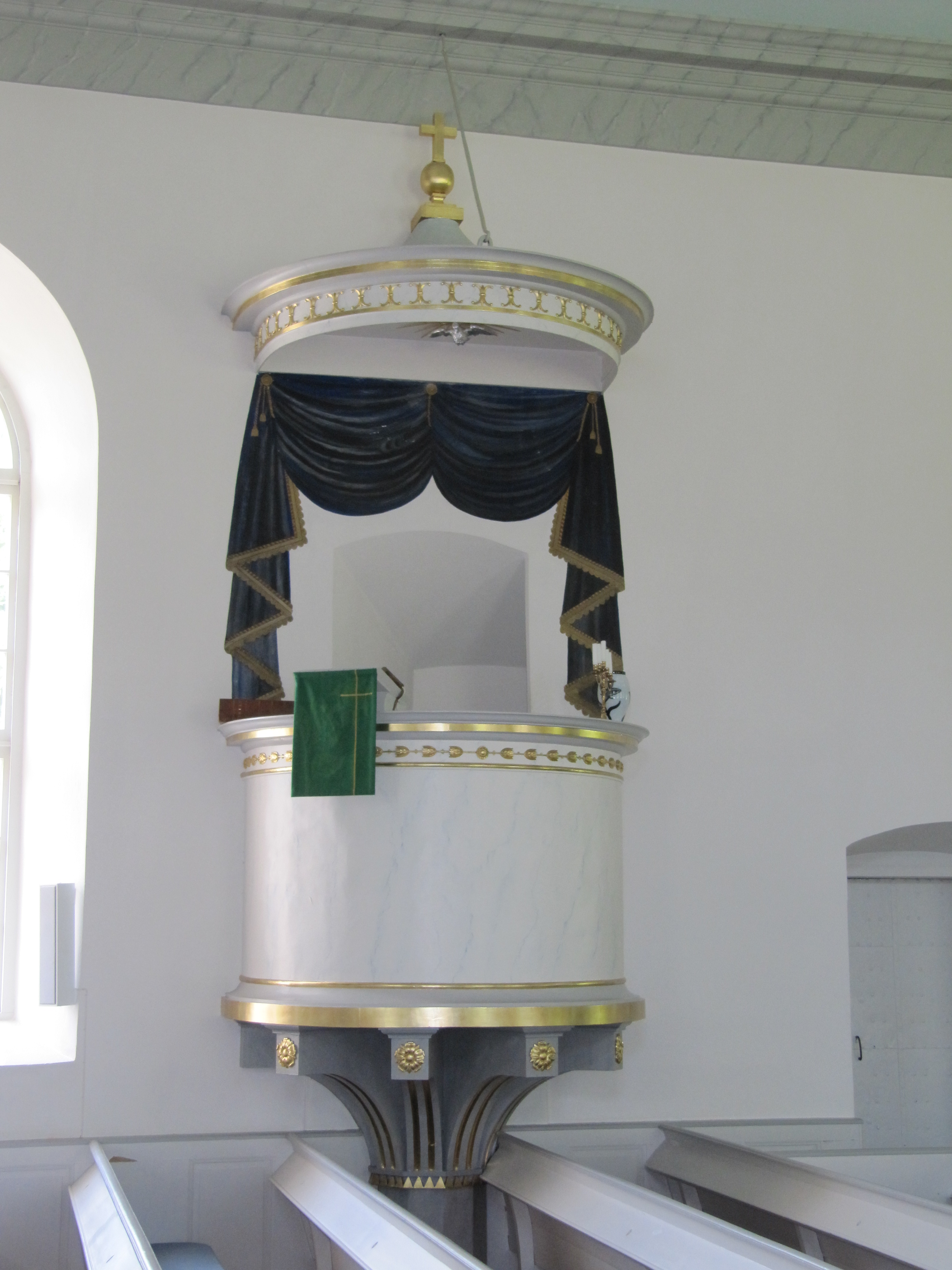
Predikstol
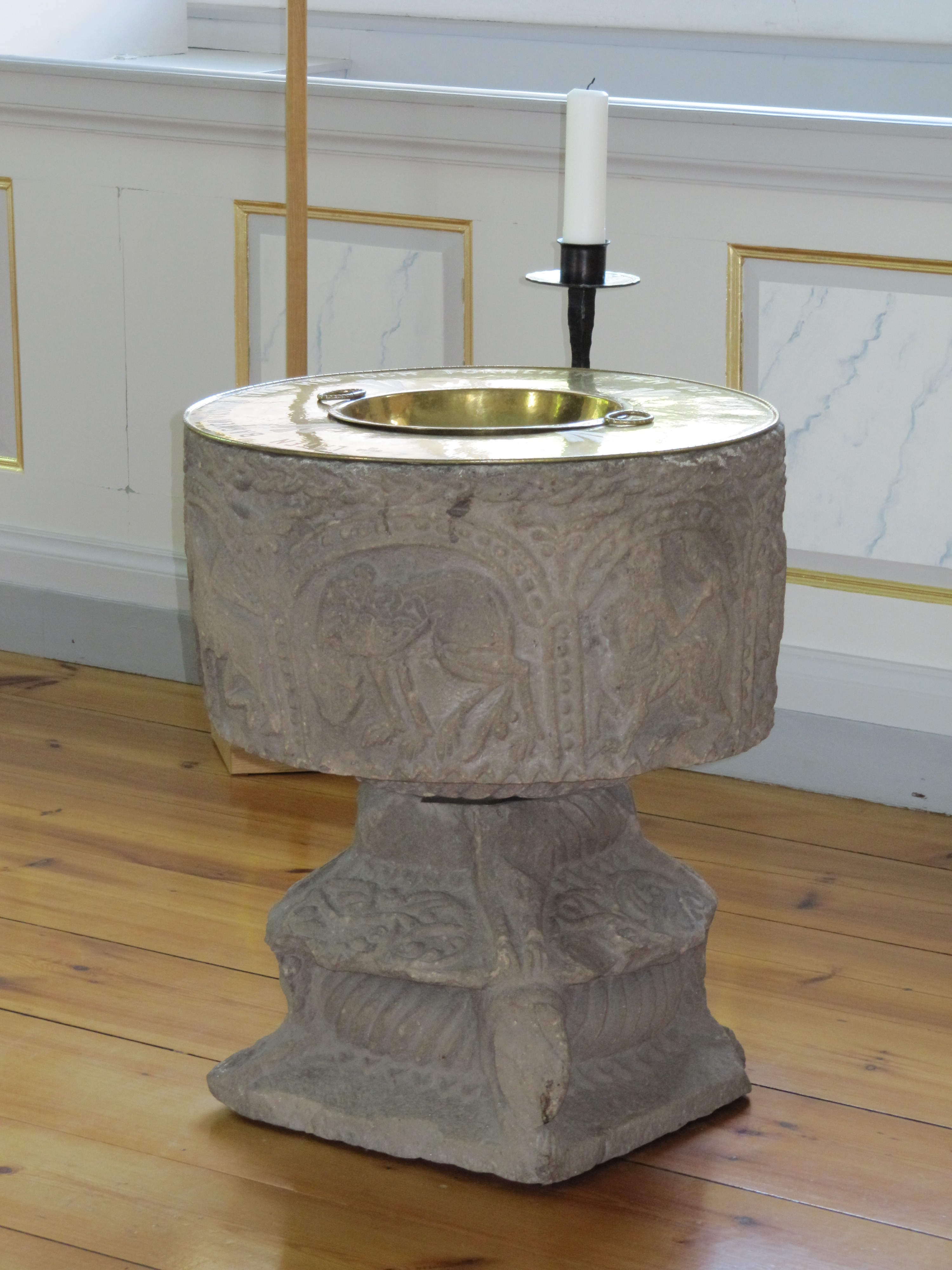
Dopfunt